# 金冠塚

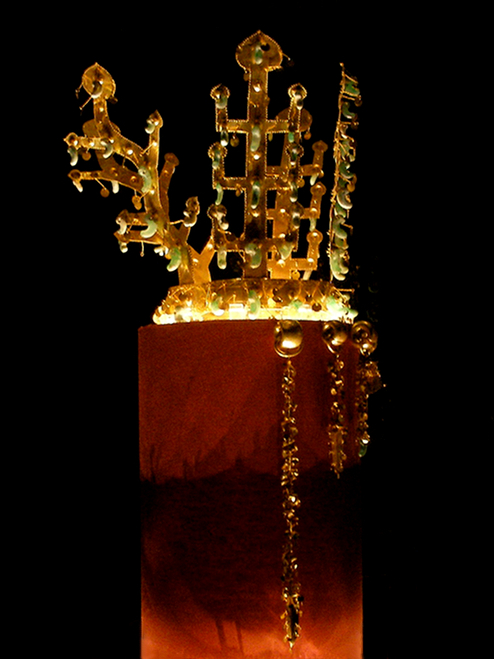
古墳名の由来となった新羅の金冠、
韓国国立中央博物館蔵

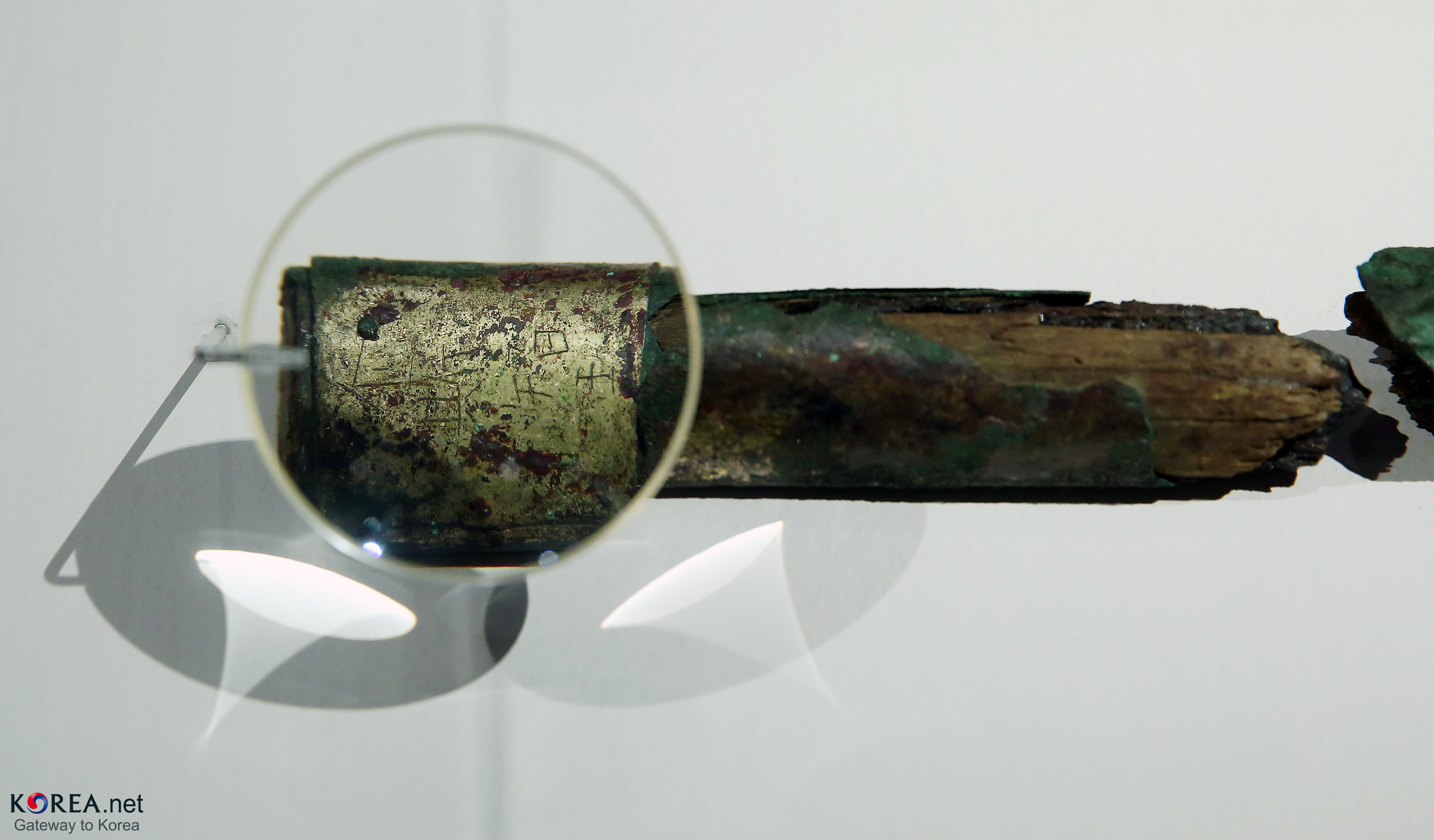
環頭大刀には「尓斯智王」という文字が刻まれているが、どの王に相当するのかは不明

金冠塚（きんかんづか、朝鮮語: 금관총、クムグヮンチョン、Kumgwan-chong）は、大韓民国慶州市にある古墳群のひとつで、新羅時代5世紀末頃に造営された。
1921年、偶然発見され緊急発掘調査がおこなわれた。直径約46m、高さ約12mの円墳で、新羅独特の積石木槨墳（ko:돌무지 덧널무덤）の構造を有している。被葬者は、金冠（ko:금관총 금관 및 금제 관식、大韓民国指定国宝第87号）、切子玉･小玉･勾玉を連ねた首飾、金製腰佩（ようはい、ko:금관총 금제 허리띠、大韓民国指定国宝第88号）、金銀製釧（くしろ）、指輪、金銅製飾履（しょくり、かざりぐつ）をつけていた。

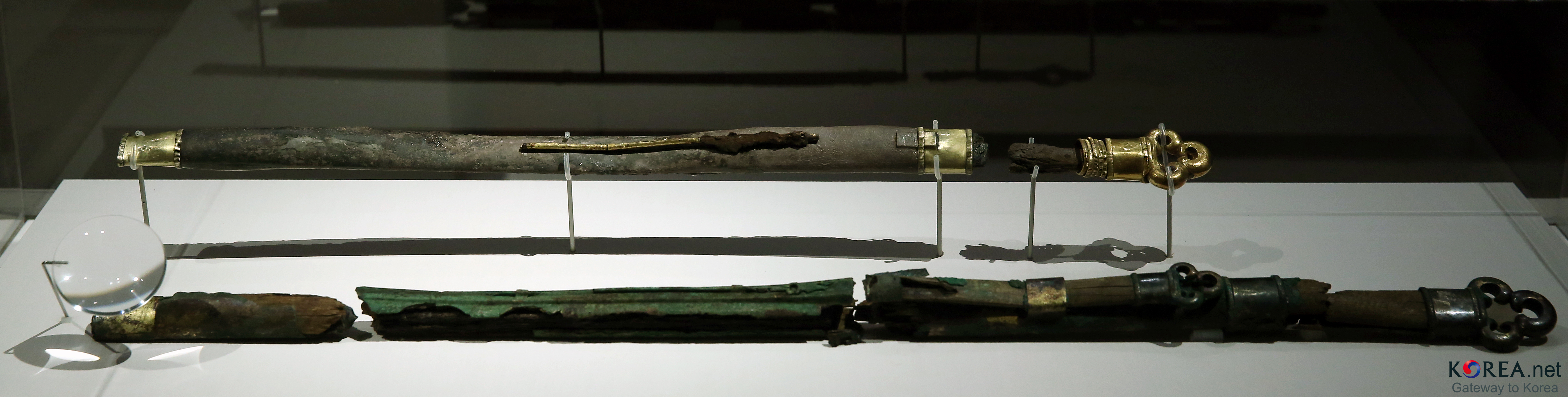
環頭大刀
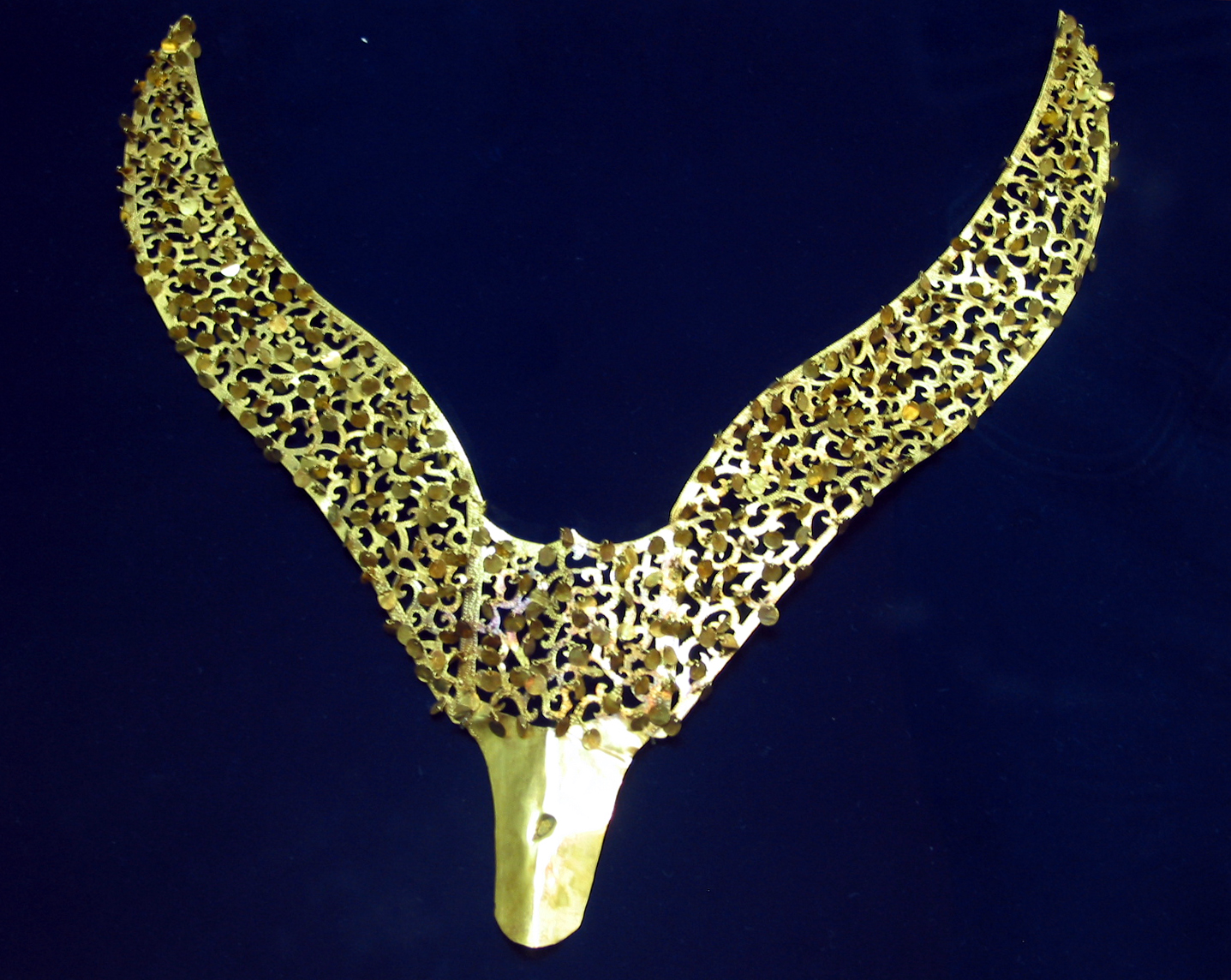
装身具
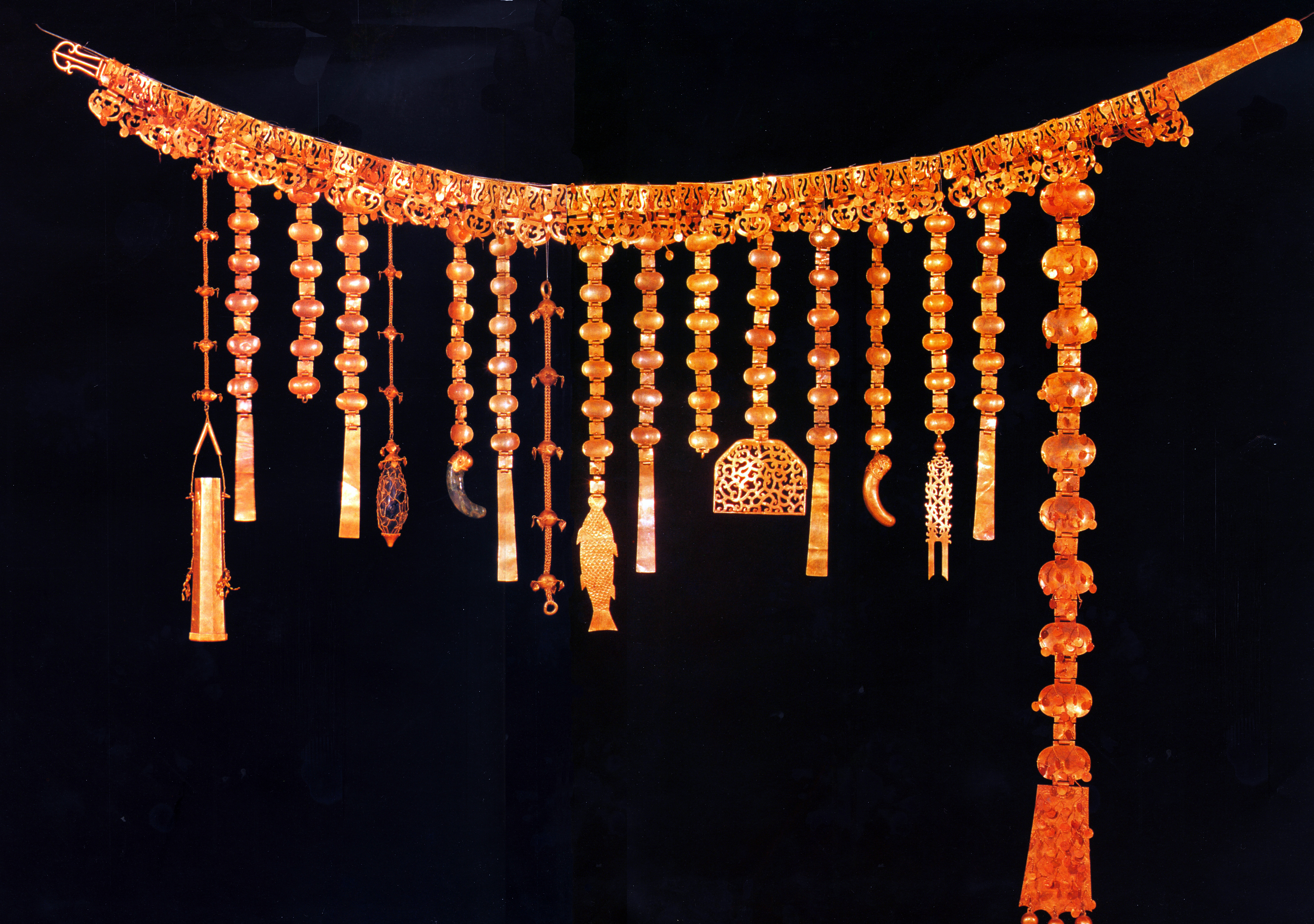
金製腰佩